# Victoria's Secret Fashion Show 2013
El desfile de Victoria's Secret de 2013 se realizó en el Lexington Avenue Armory en Nueva York, Estados Unidos, El show fue grabado el 13 de noviembre de 2013 y fue emitido el 10 de diciembre de ese mismo año en la cadena estadounidense CBS.
El show contó con las actuaciones musicales de Taylor Swift, Fall Out Boy, A Great Big World y Neon Jungle.
Entre las modelos partícipes del desfile se encontraron los actuales y retirados ángeles de Victoria's Secret; Adriana Lima, Alessandra Ambrosio, Doutzen Kroes, Behati Prinsloo, Candice Swanepoel, Lily Aldridge, Lindsay Ellingson y Karlie Kloss. La encargada de llevar el Fantasy Bra fue la modelo Candince Swanepoel, que lució el Royal Fantasy Bra valorado en diez millones de dólares.

## Segmentos del desfile

### Segmento 1: British Invasion
| Artista      | Canción                                              | Notas                                      |
| ------------ | ---------------------------------------------------- | ------------------------------------------ |
| Fall Out Boy | My Songs Know What You Did in the Dark (Light Em Up) | Actuación en vivo (junto con Taylor Swift) |

| Nacionalidad   | Nombre            | Desfiles                 | Notas                                                                  |
| -------------- | ----------------- | ------------------------ | ---------------------------------------------------------------------- |
| Sudáfrica      | Candice Swanepoel | 2007-2015, 2017-presente | Ángel oficial Vistiendo el "Royal Fantasy Bra" (Valor: U$D 10,000,000) |
| Namibia        | Behati Prinsloo   | 2007-2015, 2018-presente | Ángel oficial                                                          |
| Reino Unido    | Lily Donaldson    | 2010-2016                |                                                                        |
| Reino Unido    | Cara Delevingne   | 2012-2013                |                                                                        |
| Brasil         | Barbara Fialho    | 2012-presente            |                                                                        |
| Reino Unido    | Jourdan Dunn      | 2012-2014                |                                                                        |
| Estados Unidos | Karlie Kloss      | 2011-2014, 2017          | Ángel nuevo                                                            |
| Polonia        | Kasia Struss      | 2013-2014                | Primer desfile                                                         |
| Brasil         | Adriana Lima      | 1999-2008, 2010-2018     | Ángel oficial                                                          |
| Francia        | Cindy Bruna       | 2013-presente            | Primer desfile                                                         |
| Estados Unidos | Devon Windsor     | 2013-presente            | Primer desfile                                                         |
| Estados Unidos | Lily Aldridge     | 2009-2017                | Ángel Oficial                                                          |

### Segmento 2: Shipwrecked
| Artista           | Canción       | Notas                             |
| ----------------- | ------------- | --------------------------------- |
| A Great Big World | Say Something | Actuación en vivo (solo Ian Axel) |

| Nacionalidad   | Nombre              | Desfiles                        | Notas          |
| -------------- | ------------------- | ------------------------------- | -------------- |
| Países Bajos   | Doutzen Kroes       | 2005-2006, 2008-2009, 2011-2014 | Ángel oficial  |
| Alemania       | Toni Garrn          | 2011-2013, 2018                 |                |
| China          | Sui He              | 2011-presente                   |                |
| Namibia        | Behati Prinsloo     | 2007-2015, 2018-presente        | Ángel oficial  |
| Sudáfrica      | Candice Swanepoel   | 2007-2015, 2017-presente        | Ángel oficial  |
| Estados Unidos | Lily Aldridge       | 2009-2017                       | Ángel oficial  |
| Estados Unidos | Karlie Kloss        | 2011-2014, 2017                 | Ángel oficial  |
| Estados Unidos | Martha Hunt         | 2013-presente                   | Primer desfile |
| Francia        | Sigrid Agren        | 2013-2014                       | Primer desfile |
| Estados Unidos | Lindsay Ellingson   | 2007-2014                       | Ángel oficial  |
| Brasil         | Alessandra Ambrosio | 2000-2017                       | Ángel oficial  |
| Francia        | Constance Jablonski | 2010-2015                       |                |

### Segmento 3: Parisian Nights
| Artista     | Canción | Notas     |
| ----------- | ------- | --------- |
| Miley Cyrus | FU      | Grabación |

| Nacionalidad   | Nombre              | Desfiles                 | Notas                                      |
| -------------- | ------------------- | ------------------------ | ------------------------------------------ |
| Brasil         | Adriana Lima        | 1999-2008, 2010-2018     | Ángel oficial                              |
| Países Bajos   | Doutzen Kroes       | 2005-2006, 2008-2014     | Ángel oficial                              |
| Francia        | Cindy Bruna         | 2013-presente            | Primer desfile                             |
| Brasil         | Lais Ribeiro        | 2010-2011, 2013-presente |                                            |
| Brasil         | Alessandra Ambrosio | 2000-2017                | Ángel oficial                              |
| Reino Unido    | Jourdan Dunn        | 2012-2014                |                                            |
| Puerto Rico    | Joan Smalls         | 2011-2016                |                                            |
| Suecia         | Kelly Gale          | 2013-2014, 2016-presente | Primer desfile                             |
| Reino Unido    | Cara Delevingne     | 2012-2013                |                                            |
| Brasil         | Izabel Goulart      | 2005-2016                | Ex-ángel                                   |
| Estados Unidos | Erin Heatherton     | 2008-2013                | Ángel (Aunque no apareció en los créditos) |
| Brasil         | Barbara Fialho      | 2012-presente            |                                            |

### Segmento 4: Birds of Paradise
| Artista      | Canción     | Notas             |
| ------------ | ----------- | ----------------- |
| Fall Out Boy | The Phoenix | Actuación en vivo |

| Nacionalidad   | Nombre               | Desfiles                 | Notas                                      |
| -------------- | -------------------- | ------------------------ | ------------------------------------------ |
| Brasil         | Lais Ribeiro         | 2010-2011, 2013-presente | En recompensa por su lesión en 2012        |
| Brasil         | Alessandra Ambrosio  | 2000-2017                | Ángel oficial                              |
| Estados Unidos | Erin Heatherton      | 2008-2013                | Ángel (Aunque no apareció en los créditos) |
| Estados Unidos | Lindsay Ellingson    | 2007-2014                | Ángel oficial                              |
| Brasil         | Izabel Goulart       | 2005-2016                | Ex-ángel                                   |
| Puerto Rico    | Joan Smalls          | 2011-2016                |                                            |
| Estados Unidos | Jacquelyn Jablonski  | 2010-2015                |                                            |
| Estados Unidos | Hilary Rhoda         | 2012-2013                |                                            |
| Polonia        | Magdalena Frackowiak | 2010, 2012-2015          |                                            |
| Angola         | Maria Borges         | 2013-2017                | Primer desfile                             |

### Segmento 5: PINK Network
| Artista     | Canción | Notas             |
| ----------- | ------- | ----------------- |
| Neon Jungle | Trouble | Actuación en vivo |

| Nacionalidad   | Nombre                  | Desfiles      | Notas                                  |
| -------------- | ----------------------- | ------------- | -------------------------------------- |
| Letonia        | Ieva Lagūna             | 2011-2014     |                                        |
| Australia      | Jessica Hart            | 2012-2013     | Portavoz de Pink (2011-2013)           |
| China          | Ming Xi                 | 2013-presente | Primer desfile                         |
| Dinamarca      | Caroline Brasch Nielsen | 2011, 2013    |                                        |
| Kenia          | Malaika Firth           | 2013          | Primer desfile                         |
| Suecia         | Elsa Hosk               | 2011-presente | Destacada/Portavoz de Pink (2011-2014) |
| Dinamarca      | Josephine Skriver       | 2013-presente | Primer desfile                         |
| Estados Unidos | Jasmine Tookes          | 2012-presente |                                        |
| Portugal       | Sara Sampaio            | 2013-presente | Primer desfile                         |
| Polonia        | Monika Jagaciak         | 2013-2015     | Primer desfile                         |

### Segmento 6: Snow Angels
| Artista      | Canción                 | Notas             |
| ------------ | ----------------------- | ----------------- |
| Taylor Swift | I Knew You Were Trouble | Actuación en vivo |

| Nacionalidad   | Nombre               | Desfiles                 | Notas                                         |
| -------------- | -------------------- | ------------------------ | --------------------------------------------- |
| Namibia        | Behati Prinsloo      | 2007-2015, 2018-presente | Ángel oficial                                 |
| Estados Unidos | Karlie Kloss         | 2011-2014, 2017-presente | Ángel oficial                                 |
| Estados Unidos | Lindsay Ellingson    | 2007-2014                | Ángel oficial; luciendo el "Swarovski Outfit" |
| Francia        | Constance Jablonski  | 2010-2015                |                                               |
| Sudáfrica      | Candice Swanepoel    | 2007-2015, 2017-presente | Ángel oficial                                 |
| Alemania       | Toni Garrn           | 2011-2013, 2018          |                                               |
| China          | Sui He               | 2011-presente            |                                               |
| Reino Unido    | Lily Donaldson       | 2010-2016                |                                               |
| Bielorrusia    | Maryna Linchuk       | 2008-2011; 2013          |                                               |
| Estados Unidos | Lily Aldridge        | 2009-2017                | Ángel oficial                                 |
| Países Bajos   | Doutzen Kroes        | 2005-2006, 2008-2014     | Ángel oficial                                 |
| Brasil         | Adriana Lima         | 1999-2008, 2010-2018     | Ángel oficial                                 |
| Polonia        | Magdalena Frackowiak | 2010, 2012-2015          |                                               |

- Datos: Q18358959